# Trieng Teupin Keubeu
Trieng Teupin Keubeu is een bestuurslaag in het regentschap Aceh Utara van de provincie Atjeh, Indonesië. Trieng Teupin Keubeu telt 422 inwoners (volkstelling 2010).